# 柏林市戰役
柏林市戰役是柏林戰役的最後階段。雖然在戰役中柏林被3支蘇聯紅軍圍攻，但不只是柏林，還有德國東部地區的易北河仍在德國手中，柏林市戰役詳細介紹了在柏林的戰鬥，及德國投降，全在德國首都內發生。
柏林戰役的結果在戰役中的初期階段已經決定。由於蘇軍封鎖柏林和阻擊他們的德軍被摧毀或被迫撤退，這個城市的命運是被包圍。然而，在柏林市內有許多激烈的戰鬥出現因為紅軍採取了市街戰及通過市中心的作戰方式。
1945年4月23日，首支蘇聯地面部隊滲透至柏林郊區。4月27日，柏林正式對外斷絕聯絡。市內的戰鬥持續至1945年5月2日。當日，柏林城防司令黑爾姆特·魏德林將軍向蘇聯第8親衛軍團司令瓦西里·崔可夫中將投降。崔可夫是白俄羅斯第1方面軍司令格奧爾吉·朱可夫元帥的下屬。

## 序幕

### 奧德河-尼斯河戰役
整個柏林戰役中大部分的戰鬥發生在施勞弗高地，這是柏林城外最後1條主要防線。施勞弗高地戰役是第二次世界大戰中最後數場激戰之一。該戰役從1945年4月16日進行至4月19日，共4天。近1,000,000名蘇聯士兵和超過20,000輛坦克和火砲企圖突破由大約100,000名德國士兵和1,200輛坦克和大炮防守的“柏林之門戶”。
4月19日，戰鬥進行至第4天，白俄羅斯第1方面軍突破了德軍在施勞弗高地的最後防線，此時他們與柏林之間的德軍已潰不成軍。而 伊凡·科涅夫元帥的烏克蘭第1方面軍，在一天前攻佔了弗羅斯特，於本日進入開闊地域。一個強大的攻勢從由柏林東南向柏林推進，而其他部隊則向西前進，與在柏林西南面易北河的美國軍隊會師。
截至4月19日結束時，法蘭克福以北的施勞弗高地防線與以南的弗羅斯特防線已不復存在。這次突破讓2個蘇軍方面軍包圍在法蘭克福以東口袋內的德國第9軍團，德國第9軍團後來發動哈爾伯戰役嘗試向西突圍。 4月1日至4月19日的行動中蘇軍付出了慘重的代價，損失
超過2,807輛坦克， 包括最少727輛在施勞弗高地的戰鬥中損失的。

### 包圍柏林
4月20日，是希特勒的生日，白俄羅斯第1方面軍蘇軍炮兵開始炮轟柏林的市中心，並直至該城投降前均沒有停止。戰後，蘇聯指出，在戰鬥中其炮兵發射炸藥的重量噸位大於西方盟軍轟炸機在該市投下的。白俄羅斯第1方面軍向該城東部和東北部前進。
烏克蘭第1方面軍已推進到費迪南德·舍納爾的德國中央集團軍北翼，並通過於特博格北面及已在前往易北河馬格德堡的美軍戰線超過一半距離的路上。在北部斯德丁和施韋特之間，康斯坦丁·羅科索夫斯基的白俄羅斯第2方面軍攻擊了哥特哈德·海因里希的德國維斯瓦河集團軍的北翼，該北翼由
哈索·馮·曼陀菲爾的德國第3裝甲軍團防守。
4月24日，白俄羅斯第1方面軍和烏克蘭第1方面軍已完成了對該市的包圍。
第2天，即4月25日，白俄羅斯第2方面軍在斯德丁以南的橋頭堡突破了德國第3裝甲軍團的防線和越過了蘭多沼澤。他們現在可以自由地向西面的英國第21集團軍和向北面的波羅的海港口施特拉爾松前進。Zhadov的蘇聯第5親衛軍團的第58近衛師在德國的易北河近托爾高與美國第1軍團的美軍第69步兵師會師。封鎖柏林的蘇軍是集合了領頭的蘇聯部隊以試探和滲透柏林城鐵環形防禦圈。截至4月25日結束時蘇軍在德軍防線上沒有什麼進展，但蘇軍攻佔該城的行動突然被阻及守軍與城外的德軍失去了聯繫被視為該戰役的決定性階段。

## 準備
在4月20日，希特勒下令德軍發動克勞塞維茲行動，將德意志國防軍及武裝親衛隊的行政單位自柏林撤走；這一現象表明了柏林將成為一個要塞城市。
黑爾姆特·魏德林負責城內的防務，並指揮城內殘存的德意志國防軍及武裝親衛隊，共有45,000人，由警察、希特勒青年團及國民突擊隊成員組成。 城內另有40,000人的國民突擊隊成員。
魏德林在城內組織了八個防禦地域，從A到H區，每個防禦地域都由軍銜在上校以上的軍官指揮，不過這些人大都沒有戰鬥經驗。 城市的西部地區由德軍第20步兵師防守，城市的北部由德軍第9傘兵師防守，城市的東北部由明克堡裝甲師防守，城市的東南部由親衛隊第11師防守，而第18裝甲擲彈兵師則防守市中心。

## 戰術
蘇軍通常以6到8人組成1個班，並由地面砲火提供掩護。這些戰鬥單位被投入至城鎮戰，他們藉由從史達林格勒到柏林的戰鬥中，改進了不少戰鬥技巧。

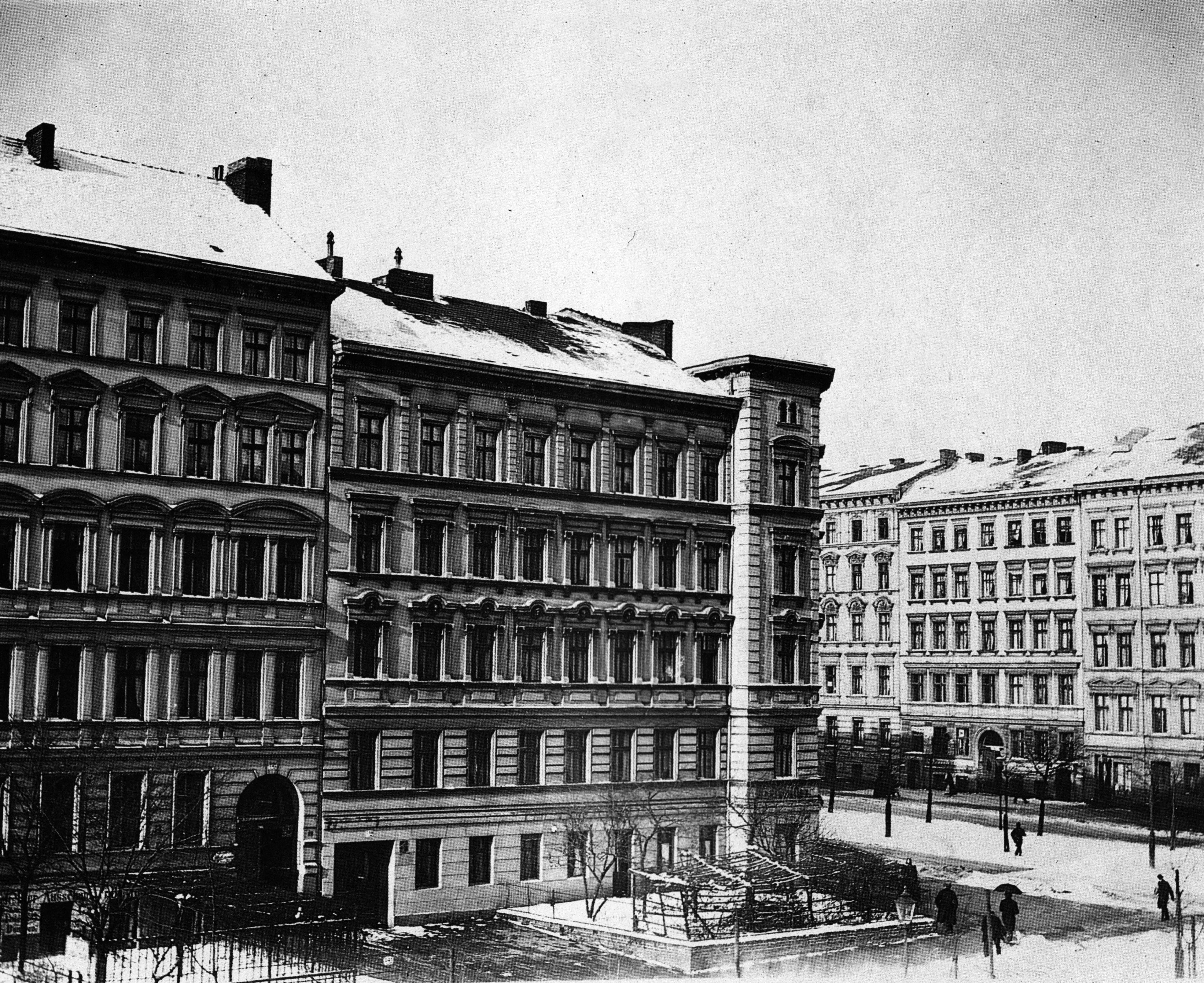
柏林公寓及街區

德國的戰術則考量到以下3點：德軍在戰爭期間所累積的經驗、柏林城內的天然特徵和蘇軍所使用的戰術。柏林市中心有不少的街區及寬闊的道路，另有數條河川、公園、火車調車場。另有一些小丘，高度為海拔66公尺。許多建築物建於19世紀的後期，在許多地方，建築物都有庭院。

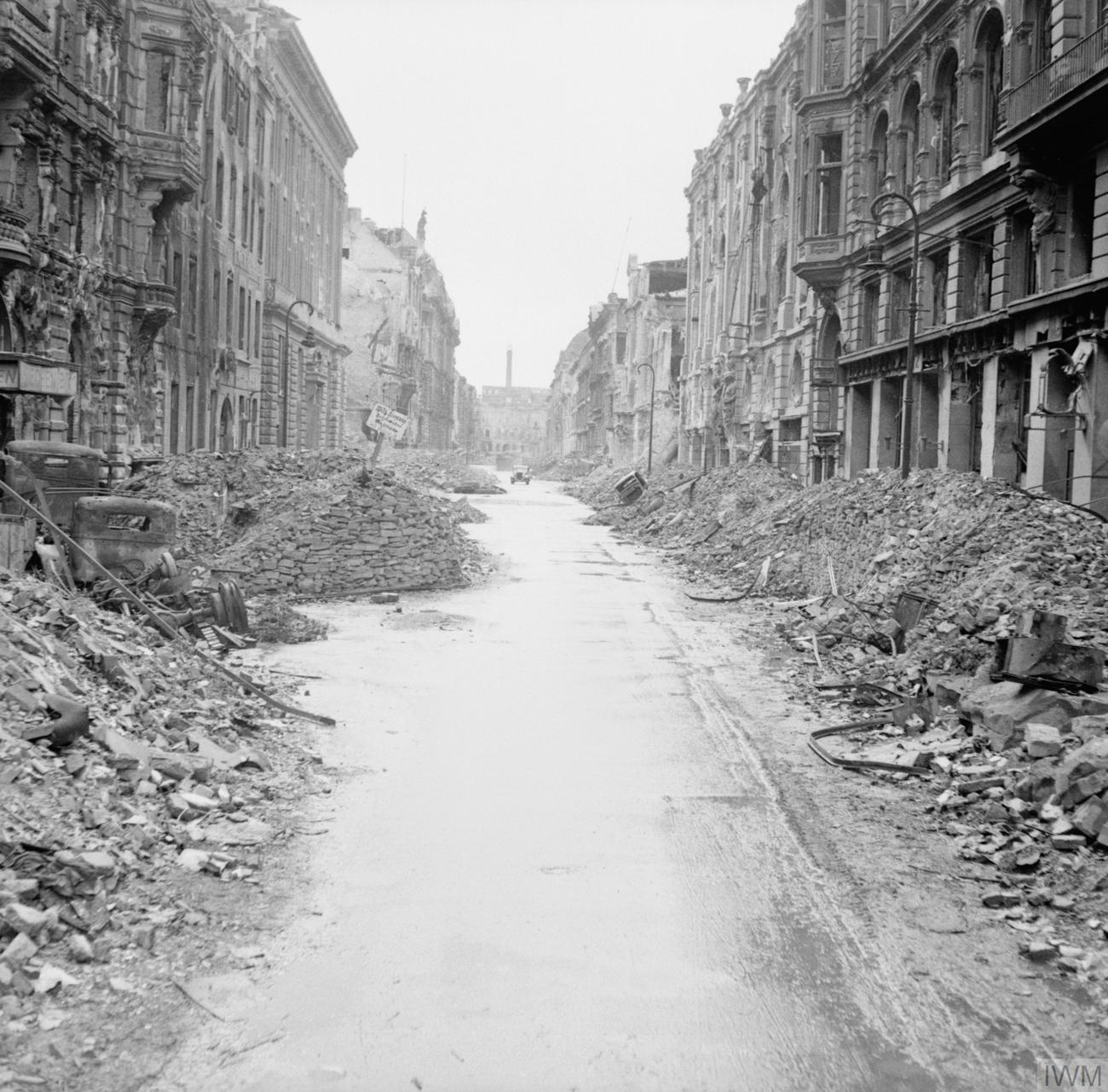
1945年7月3日，一條被摧毀的道路

由於蘇軍已在先前的戰役改進了城鎮戰技巧，因此德軍並不在路上設立容易被蘇軍炮火擊毀的路障。德軍在房屋的上層及屋頂設置了狙擊兵及機關槍陣地以躲避蘇軍炮火（因為蘇軍坦克不能將炮彈打到那麼高的地方）。此外，德軍將配有反坦克榴彈發射器的士兵布置在地下室的窗邊，當蘇軍坦克經過時便可加以伏擊，這種戰術很快的便被許多希特勒青年團及國民突擊隊的成員使用。
蘇軍為應付這種戰術，在坦克上加上了輔助的炮手，攻擊每座窗戶及門口，不過坦克不能快速的移動炮塔，因此蘇軍改使用重型榴彈炮（152 毫米及203 毫米）攻擊任何可能具有防禦設施的建築物，並使用高射炮攻擊位於房屋上層的德軍。蘇軍開始進行逐屋的戰鬥，他們穿過公寓及地下室以前往下一個建築物（蘇軍發現德軍的反坦克榴彈發射器非常實用），另一些人則在屋頂戰鬥。遮蔽戰術讓德軍得以襲擊坦克的側翼，火焰噴射器及手榴彈被證明相當好用，然而這也導致許多市民傷亡。

## 結果
在部份地區，一些復仇心重蘇聯部隊（以後援部隊和前線部隊為主），在柏林市內掠奪、強姦（估計約有至少10萬人，不含隱匿或被處決以及未能及時就醫）以及綁架平民和法外處決柏林市民，這種行為持續了幾個星期，甚至是長達進入冷戰時期後才陸續結束

## 附錄
1. ↑  魏德林取代恩斯特·凱瑟陸軍上校為柏林城防司令，而凱瑟只是在1天前取代雷曼出任此職。
2. 1 2 3  Beevor 参考资料 p. 287 有45,000名士兵及40,000名“國民突擊隊”。
3. ↑  這45,000人的部隊是戰役開始時在施勞弗高地駐守的德國第9軍團第56裝甲軍。
4. ↑  Antill, p. 85
5. ↑  Kiederling, p. 38-40
6. ↑  Beevor see 参考资料 pp. 217-233
7. 1 2  Ziemke see 参考资料 page 84
8. ↑  World War II Axis Military History Day-by-Day: April （页面存档备份，存于） 20 April 1945
9. ↑  Ziemke see 参考资料 pp. 92-94
10. ↑  Ziemke see 参考资料 p. 94
11. ↑  Ziemke 参考资料 p. 111
12. ↑  Fischer see 参考资料 p. 42
13. ↑  在4月23日，首批蘇軍開進城內時，魏德林的第56裝甲軍為德軍在柏林市內的主力，
14. ↑  Map of the Battle of Berlin 26–28 April 1945 的存檔，存档日期2007年6月21日，. This map is copied from Ziemke, Earl F. Battle For Berlin: End Of The Third Reich p. 93 (see 参考资料)
15. ↑  Beevor, 参考资料 p. 317
16. 1 2  Beevor 参考资料 pp. 316-319
17. ↑  Beevor, Antony; "They raped every German female from eight to 80" （页面存档备份，存于） 5月1日衛報2002年

## 延伸閱讀
- Hastings, Max; Armageddon: The Battle for Germany, 1944-1945, Macmillan, 2004, ISBN 0-333-90836-8
- Hillers, Marta （页面存档备份，存于）; A Woman in Berlin: Six Weeks in the Conquered City Translated by Anthes Bell, ISBN 0-8050-7540-2
- Le Tissier, Tony. The Battle of Berlin 1945, Jonathan Cape, London, 1988, ISBN 0-224-02528-7. Palgrave Macmillan, New York, 1988 ISBN 0-312-01604-2
- Read, Anthony. The Fall of Berlin, London: Pimlico, 1993, ISBN 0-7126-0695-5
- Ryan, Cornelius. The Last Battle, ISBN 0-684-80329-1
- Sanders, Ian J. ; Photos of World War 2 Berlin Locations today
- Shepardson, Donald E. "The Fall of Berlin and the Rise of a Myth", The Journal of Military History, Vol. 62, No. 1. (1998), pp. 135–153.
- Remme, Tilman; The Battle for Berlin in World War Two （页面存档备份，存于） BBC article
- White, Osmar By the eyes of a war correspondent Alternative account of crimes against civilians